# قرية فرانكلينفيل (نيويورك)
قرية فرانكلينفيل (بالإنجليزية: Franklinville (village), New York)‏ هي منطقة سكنية تقع في الولايات المتحدة في مقاطعة كاتاروغوس، نيويورك. يقدر عدد سكانها بـ 1,740 نسمة ومساحتها 2.8 كم2 وترتفع عن سطح البحر 485 متر.